# Giovanni di Paolo Rucellai
Giovanni Rucellai, kallad Giovanni di Paolo Rucellai, född 26 december 1403 i Florens, död där 1481, var en italiensk köpman, humanist och författare. Han var en inflytelserik mecenat under den florentinska renässansen. Han är känd för att ha låtit uppföra Palazzo Rucellai och Loggia Rucellai samt bekosta Santa Maria Novellas marmorfasad och Tempietto del Santo Sepolcro. Inskriptionen på Santa Maria Novellas fasad lyder: IOHANES⋅ORICELLARIVS⋅PAV⋅F⋅AN⋅SAL⋅MCCCCLXX.

## Bilder
| - Palazzo Rucellai. - Loggia Rucellai. - Santa Maria Novella. - Tempietto del Santo Sepolcro. |